# Edwyn Ralph
Edwyn Ralph – wieś i civil parish w Anglii, w hrabstwie Herefordshire. W 2011 civil parish liczyła 192 mieszkańców. Edwyn Ralph jest wspomniana w Domesday Book (1086) jako Gedeuen.